# Кучеренко Василь Григорович
Василь Григорович Кучеренко (нар. 23 липня 1954) — український радянський діяч, головний ветеринарний лікар колгоспу імені Дзержинського Маньківського району Черкаської області. Депутат Верховної Ради СРСР 11-го скликання.

## Біографія
У 1976 році закінчив Білоцерківський сільськогосподарський інститут Київської області.
З 1976 року — головний ветеринарний лікар колгоспу імені Дзержинського Маньківського району Черкаської області.
Потім — на пенсії в селі Мала Маньківка Маньківського району Черкаської області.